# Liste kognitiver Verzerrungen
Diese Liste enthält kognitive Verzerrungen oder kognitive Fehler (englisch cognitive biases/errors/fallacies oder cognitive illusions).
Kognitive Verzerrungen oder kognitive Fehler sind ein kognitionspsychologischer Sammelbegriff: Eigenschaften der zu verarbeitenden Information werden dabei systematisch verzerrt verstanden bzw. mental repräsentiert. Dies kann ggf. fehlerhafte oder suboptimale Entscheidungen oder Handlungen forcieren. Betroffen von der kognitiven Verzerrung der Informationsverarbeitung können Wahrnehmung, Aufmerksamkeit, Emotionen, Motivation, Handlungsregulation und Verhaltenskontrolle sein.

## Liste
Diese Liste ist eine Auswahl bekannter kognitiver Verzerrungen und erhebt keinen Anspruch auf Vollständigkeit. Da in vielen Beiträgen und auch in der Fachliteratur oft nur der englische Begriff verwendet wird, ist er ebenfalls aufgeführt.
| Deutscher Name                                                                             | Englischer Name                                                          | Beschreibung |
| ------------------------------------------------------------------------------------------ | ------------------------------------------------------------------------ | --- |
| Ähnlichkeitseffekt (Kontrastfehler)                                                        |                                                                          | Eigenschaften, die man selbst besitzt, werden besonders betont wahrgenommen, auch Eigenschaften, die man nicht besitzt, können besonders betont wahrgenommen werden. Das Ausmaß hängt davon ab, ob die Eigenschaften positiv oder negativ bewertet werden. Kontrastfehler: Neigung, beim Gegenüber Eigenschaften zu entdecken, die man sich selbst abspricht. |
| Ankereffekt (Ankerheuristik)                                                               | Anchoring bias                                                           | Systematische Verzerrung bei der Urteils- und Entscheidungsfindung. Bewusst getroffene Wahlen werden von vorhandenen, auch irrelevanten Umgebungsinformationen bzw. Reizen (dem Anker) beeinflusst, ohne dass dieser Einfluss bewusst wahrgenommen wird. Die Entscheidung bzw. das Urteil werden systematisch in die Richtung der mit dem Anker verbundenen Assoziation verzerrt. |
| Apophänie                                                                                  | Apophenia                                                                | Der Begriff wurde 1958 von dem Psychiater Klaus Conrad geprägt, als „grundloses Sehen von Verbindungen, begleitet von der besonderen Empfindung einer abnormen Bedeutsamkeit“. Ursprünglich beschrieb er das Phänomen in Bezug auf Wahrnehmungsverzerrungen bei Psychosen; doch wird sein Begriff mittlerweile auch auf ähnliche Tendenzen bei Gesunden angewendet, bei denen keine neurologischen oder seelischen Erkrankungen vorliegen.                                                                                                   |
| Attributionsfehler, egozentrischer Fehler                                                  | Correspondence bias Egocentric bias                                      | Die Neigung, die Ursache für ein beobachtetes Verhalten zu oft in (feststehenden) „Charaktereigenschaften“ der handelnden Person und zu selten in den (variablen) Merkmalen der jeweiligen Situation zu suchen. Von einem egozentrischen Fehler spricht man, wenn man sich zu stark auf die eigene Perspektive verlässt, eine höhere Meinung von sich selbst hat als die Perspektive anderer. |
| Auffälligkeitsverzerrung (vergleiche: Salienz)                                             | Salience bias                                                            | Wir tendieren dazu, uns nur auf Informationen zu konzentrieren, die unsere Aufmerksamkeit erregen, während wir weniger markante Informationen ignorieren. (Im Falle von Kuchen stehen der Geruch und Geschmack stärker im Vordergrund als die Kalorien und Nährwerte.) |
| Auswirkungsverzerrung                                                                      | Impact bias                                                              | Verzerrung bei der Gefühlsvorhersage (Affective Forecasting). Intensität und Dauer einer zukünftigen emotionalen Reaktion (z. B. Glücksgefühl oder Trennungsschmerz) werden überschätzt |
| Anthropomorphisierung ("Vermenschlichung") Personifikation (Personifizierung)              | Anthropomorphism                                                         | Die Tendenz Tiere, Objekte und abstrakte Konzepte so zu beschreiben als ob sie menschliche Züge, Gefühle und Absichten hätten. Spielt aktuell eine Rolle bei der Auseinandersetzung mit KI. Personifikation ist je nach Kontext eine rhetorische Figur, die Tieren, Pflanzen, Gegenständen, toten Personen oder abstrakten Wesenheiten eine Stimme oder menschliche Züge gibt. |
| Backfire-Effekt                                                                            | Backfire effect                                                          | Die Neigung, Fakten, die der eigenen Überzeugung widersprechen, als Bestätigung der eigenen Überzeugung zu betrachten. |
| Barnum-Effekt                                                                              | Barnum effect                                                            | Bezeichnet die Neigung, vage und allgemeingültige Aussagen über die eigene Person so zu interpretieren, dass sie als zutreffende Beschreibung empfunden werden. |
| Basisratenfehler, Prävalenzfehler                                                          | Base Rate Neglect                                                        | Wenn wir uns ein Urteil bilden, neigen wir dazu, uns mehr auf spezifische Informationen als auf Statistiken zu verlassen. |
| Beharren auf Überzeugungen                                                                 | Belief perseverance                                                      | Das Beharren auf einer hartnäckigen ersten Hypothese, obwohl neue Informationen dieser Überzeugung widersprechen. |
| Überzeugungsbias                                                                           | Belief bias                                                              | Die Tendenz, glaubwürdige Schlussfolgerungen zu akzeptieren, unabhängig davon, ob sie logisch korrekt aus den Prämissen hergeleitet werden können. |
| Besitztumseffekt                                                                           | Endowment effect                                                         | Die Tendenz, ein Gut wertvoller einzuschätzen, wenn man es besitzt. |
| Bestätigungsfehler                                                                         | Confirmation bias                                                        | Die Neigung, Informationen so auszuwählen und zu interpretieren, dass sie die eigenen Erwartungen bestätigen. |
| Clustering-Illusion, siehe auch Apophänie und Pareidolie                                   | Clustering illusion                                                      | Die Neigung, in Datenströmen Muster zu sehen, selbst wenn gar keine da sind. |
| Cross-Race-Effect                                                                          | Cross-race effect                                                        | Das schlechtere Wiedererkennen von Gesichtern, die nicht der eigenen Ethnie entstammen, im Vergleich zu Gesichtern der eigenen ethnischen Gruppe. |
| Decoy-Effekt                                                                               | Decoy effect                                                             | Die Bevorzugung einer von zwei Optionen, wenn eine dritte Option (Köder) hinzugefügt wird, die einer der beiden Optionen in allen Belangen unterlegen ist. |
| Default-Effekt                                                                             | Default effect                                                           | Die Bevorzugung derjenigen Option, die in Kraft tritt, wenn ein Akteur keine aktive Entscheidung trifft. |
| Déformation professionnelle "Beruflich bedingte Missbildung"                               | Déformation professionnelle professional deformation or job conditioning | Die Neigung, eine berufs- oder fachbedingte Methode oder Perspektive unbewusst über ihren Geltungsbereich hinaus auf andere Themen und Situationen anzuwenden. |
| Dichotomie                                                                                 | Dichotomy                                                                | Ein absolutes Denkmuster und eine kognitive Verzerrung, bei dem eine Person Dinge nur in zwei extreme Stufen bzw. Kategorien unterteilt und ignoriert, dass sich dazwischen noch eine Skala von Graustufen befindet. Daher wird auch vom „Alles-Oder-Nichts-Denken“ gesprochen. |
| Dunning-Kruger-Effekt                                                                      | Dunning-Kruger effect                                                    | Die Tendenz von wenig kompetenten Menschen, das eigene Können zu überschätzen und die Kompetenz anderer zu unterschätzen. Gegenpol zum Impostor-Syndrom. |
| Emotionale Beweisführung                                                                   | Emotional reasoning                                                      | Die Neigung, eine empfundene Emotion als Beweis für eine Annahme zu betrachten. |
| Empathy Gap                                                                                | Empathy gap                                                              | Unterschätzen, wie sehr Gefühle unser Urteils- und Entscheidungsvermögen beeinflussen. Es fällt schwer, die Perspektive von jemandem einzunehmen, der sich in einem anderen mentalen Zustand befindet.Hot-cold empathy gap: wenn die Einflüsse viszeraler Triebe auf ihre eigenen Einstellungen, Vorlieben und Verhaltensweisen unterschätzt werden Es ist eine Art Empathielücke. |
| Erwartung-Effekte Bestätigungsfehler verwandt                                              |                                                                          | Selbstbezogene Erwartungseffekte beziehen sich auf Erwartungen, die auf sich selbst und die eigenen Reaktionen gerichtet sind. Hierzu zählen der Placebo- und der Nocebo-Effekt, aber auch die Effekte von Selbstwirksamkeitserwartungen. Fremdbezogene Erwartungseffekte beziehen sich auf Erwartungen gegenüber anderen Personen (interpersonale Erwartungen) oder Objekten (objektbezogene Erwartungen; z. B. Computer-Lernprogramme). Hierzu gehören der Pygmalion-Effekt, der Versuchsleitungs-Erwartungseffekt und der Jastrow-Effekt. |
| Eskalierendes Commitment                                                                   | Escalation of commitment                                                 | Ein Verhalten, das durch die Tendenz gekennzeichnet ist, sich gegenüber einer früher getroffenen Entscheidung verpflichtet zu fühlen und weiter Ressourcen in sie zu investieren, obwohl sich diese Entscheidung bisher als ineffektiv oder falsch erwiesen hat. |
| Etikettierung                                                                              | Labeling                                                                 | Sich selbst oder andere mit einer abwertenden, pauschalen und fixen Bezeichnung versehen, z. B. die Bezeichnung „Verlierer“, wodurch selbsterfüllende Prophezeiungen entstehen können. (vgl. Etikettierungsansatz) |
| Fluch des Wissens                                                                          | Curse of Knowledge                                                       | Beschreibt die Tendenz, dass Menschen, die etwas wissen oder verstehen, Schwierigkeiten haben, sich in den Zustand eines anderen hineinzuversetzen, der dieses Wissen nicht hat. Menschen neigen dazu, ihre Kenntnisse für allgemein bekannt zu halten. |
| Framing-Effekt (auch Rahmungseffekt)                                                       | Framing                                                                  | Wir reagieren unterschiedlich auf die gleiche Information, je nachdem, wie sie präsentiert wird. Dieser Effekt kann dazu führen, dass wir irrationale Entscheidungen treffen, wenn wir uns von der Formulierung oder Darstellung beeinflussen lassen. (Beispiel: Werbung, wenn etwas als gesund beworben wird) |
| Frequenzillusion                                                                           | Frequency illusion                                                       | Die Tendenz, etwas vermeintlich häufiger zu bemerken, nachdem es das erste Mal aufgefallen ist, was zum Glauben führt, dass das Betreffende auf einmal häufiger auftritt. |
| Gender Bias                                                                                | Gender bias                                                              | Vorurteile gegenüber dem jeweils anderen Geschlecht, welche die eigene Entscheidungsfähigkeit beeinflussen können. |
| Gruppenzwang (auch Konformitätsdruck oder Gruppendruck)                                    | peer pressure                                                            | Angepasstes Verhalten zeigt sich vor allem dort, wo Konformität als Bedingung der Zugehörigkeit gilt und die Gruppe begrenzt ist. Da wechselseitige Orientierung innerhalb der Gruppe eine ordnende Funktion erfüllt, ist Verhaltensanpassung vermutlich evolutionär begründet. |
| Halo-Effekt ("Hofeffekt") (dazu: Horn-Effekt)                                              | Halo effect                                                              | Die Tendenz, von bekannten Eigenschaften einer Person auf unbekannte Eigenschaften zu schließen. Horn-Effekt: negative Eigenschaften überstrahlen alle anderen. |
| Handlungstendenz                                                                           | Action Bias                                                              | Wenn wir mit Ungewissheit konfrontiert werden, bevorzugen wir es, irgendetwas zu tun, anstatt nichts zu tun (auch wenn das Handeln keinen wirklichen Nutzen hat) (Beispiel: Klopapier horten als Reaktion auf Covid) |
| Herdenverhalten, Herdentrieb                                                               | Herd mentality bias                                                      | Die Neigung, sich an der Mehrheit zu orientieren. Ein Beispiel ist die Neigung, am Aktienmarkt die gleichen Entscheidungen zu treffen, wie andere sie bereits getroffen haben. |
| Hot-Hand-Phänomen                                                                          | hot hand (phenomenon, fallacy)                                           | Eine zufällige Häufung von Erfolgen im Sport und Glücksspiel wird als „einen Lauf haben“ oder als „Glückssträhne“ angesehen. |
| IKEA-Effekt                                                                                | IKEA effect                                                              | Die Neigung, selbst entworfenen oder zumindest selbst zusammengebauten Gegenständen im Vergleich zu fertig gekauften Massenprodukten mehr Wertschätzung entgegenzubringen. |
| Illusorische Korrelation                                                                   | Illusory correlation                                                     | Die fälschliche Wahrnehmung einer Korrelation zweier Ereignisse. (Scheinkorrelation bzw. Correlation fallacy ist etwas anderes) |
| Impostor-Phänomen, "Hochstapler-Syndrom"                                                   | Impostor phenomenon, impostorism                                         | Betroffene sind von massiven Selbstzweifeln hinsichtlich eigener Fähigkeiten, Leistungen und Erfolge geplagt, und unfähig sind, ihre persönlichen Erfolge zu internalisieren. Gegenpol zum Dunning-Kruger-Effekt |
| Katastrophisieren                                                                          | Magnifying = „Vergrößern“                                                | Die falsche Annahme, dass das Schlimmste, weil es vorstellbar ist, mit hoher Wahrscheinlichkeit auch tatsächlich eintreten wird. |
| Köder-Effekt                                                                               | Decoy Effect                                                             | Die Entscheidung zwischen zwei Optionen lässt sich beeinflussen, indem eine dritte Köderoption hinzugefügt wird, die wünschenswerter als die eine, aber weniger attraktiv als die andere Option ist. |
| Kognitive Dissonanz                                                                        | Cognitive Dissonance                                                     | Innerer Konflikt, wenn wir gegensätzliche Überzeugungen, Haltungen oder Werte haben. Vermeiden, Verdrängen oder Ablehnen von Informationen, die unseren Ansichten widersprechen. |
| Kontrasteffekt                                                                             | Contrast effect                                                          | Die intensivere Wahrnehmung einer Information, die zusammen mit einer in Kontrast stehenden Information präsentiert wird. |
| Kontrollillusion                                                                           | Illusion of control                                                      | Die falsche Annahme, zufällige Ereignisse durch eigenes Verhalten kontrollieren zu können. |
| Law of the Instrument                                                                      | Law of the instrument                                                    | Wenn Menschen, die mit einem Werkzeug (oder einer Vorgehensweise) gut vertraut sind, dazu neigen, dieses Werkzeug auch dann zu benutzen, wenn ein anderes besser geeignet wäre (auch: „Maslows Hammer“). |
| Mehrdeutigkeitseffekt                                                                      | Ambiguity effect                                                         | Fehlt es an Informationen in einem Entscheidungsprozess, schreckt das ab. Wenn Online-Käufer beispielsweise nicht alle relevanten Infos—etwa zu den Lieferzeiten—finden, kaufen sie anderswo. |
| Mere-Exposure-Effekt                                                                       | Mere Exposure Effect                                                     | Je mehr wir mit Dingen konfrontiert werden, desto vertrauter werden sie uns und desto mehr neigen wir dazu, sie zu mögen. |
| Milde-Härte-Fehler Milde-Effekt, Strenge-Effekt, zentrale Tendenz (oder Tendenz zur Mitte) | Leniency-Severity error tendency to the mean                             | Generell werden günstigere Urteile (Mildeeeffekt) abgegeben oder zu strenge Urteile (Strengeeffekt) abgegeben. Zentrale Tendenz oder Tendenz zur Mitte: Meiden extremer Urteile. |
| Missachtung des Maßstabs                                                                   | Scope neglect                                                            | Das Nichtbeachten des Maßstabs eines Problems. Zum Beispiel erklären sich Menschen in einer Studie bereit, im Durchschnitt 78 US-Dollar für die Rettung von 20.000 Vögeln zu bezahlen. Werden sie hingegen zur Zahlungsbereitschaft zur Rettung von 2.000 Vögeln gefragt, kommt im Durchschnitt beinahe der gleiche Wert heraus. |
| Mitläufereffekt                                                                            | Bandwagon effect                                                         | Wahrgenommener Erfolg von anderen erhöht die Bereitschaft, sich voraussichtlich erfolgreichen Handlungsweisen von ihnen anzuschließen. |
| Moralische Lizenzierung                                                                    | Self-licensing                                                           | Wenn Menschen ohne Schuldgefühle eine schlechte Tat vollbringen können, wenn sie zuvor eine gute Tat vollbracht haben. |
| Nachträgliche Begründungstendenz                                                           | Choice-supportive bias                                                   | Die Tendenz zur nachträglichen Rechtfertigung eines Kaufes einer wenig sinnvollen Sache. |
| Negativitätsbias                                                                           | Negativity Bias, Negativity effect                                       | Wir neigen dazu, Risiken und Gefahren mehr Aufmerksamkeit zu schenken und uns stärker von negativen Ereignissen beeinflussen zu lassen. Dies kann zu einer verzerrten Wahrnehmung der Realität führen und uns davon abhalten, Chancen zu erkennen und zu nutzen. |
| Noble Edge Effekt                                                                          | Noble Edge Effect                                                        | Wenn Unternehmen ernsthafte soziale Verantwortung zeigen, werden sie von Kunden stärker respektiert, was wiederum zu höheren Gewinnen führt. |
| Optimismusbias                                                                             | Optimism bias, optimistic bias                                           | Wir überschätzen unsere Erfolgsaussichten und unterschätzen die Wahrscheinlichkeit negativer Ereignisse. Dieser Denkfehler kann zu risikoreichem Verhalten und einer unrealistischen Einschätzung der eigenen Fähigkeiten führen. Ein Beispiel für den Optimismus Bias ist das Glücksspiel. |
| Paradox der Wahl                                                                           | Paradox of choice                                                        | Wir tun uns schwer, Entscheidungen zu treffen, sind weniger zufrieden und bereuen eine Entscheidung eher, wenn wir zu viele Optionen haben. |
| Peak-end Rule                                                                              | Peak-end Rule                                                            | Wenn wir die Gesamtheit einer Erfahrung beurteilen, neigen wir dazu, unsere Gefühle auf dem Höhepunkt und am Ende überzubewerten. |
| Primäreffekt                                                                               | Primacy effect                                                           | Wir neigen dazu, uns an die ersten Informationen besser zu erinnern als an spätere Informationen. |
| Priming Effekt                                                                             | Priming Effect                                                           | Wenn wir einem Reiz ausgesetzt sind, kann das unsere Reaktion auf einen nachfolgenden Reiz beeinflussen, weil unser Gehirn Informationen in Gruppen, den so genannten Schemata, speichert. |
| Projektionsfehler                                                                          | Projection bias                                                          | Verzerrung bei der Gefühlsvorhersage (Affective Forecasting). Tendenz die eigenen Gefühle, Einstellungen und Glauben auf andere Personen oder sich selber in der Zukunft zu projizieren. |
| Erinnerungsverzerrung                                                                      | Recall bias                                                              | Fehlerquelle vor allem in retrospektiven Studien. |
| Rezenzeffekt                                                                               | recency effect                                                           | Wir neigen dazu, uns an letzte Informationen besser zu erinnern als an Informationen, die in der Mitte präsentiert werden. |
| Rhyme-as-reason-Effekt                                                                     | Rhyme-as-reason effect                                                   | Wenn Aussagen als eher zutreffend und wahr betrachtet werden, wenn diese gereimt sind. |
| Rückschaufehler                                                                            | Hindsight bias                                                           | Die verfälschte Erinnerung an eigene Vorhersagen, die bezüglich eines Ereignisses getroffen wurden, nach dem Eintreten des Ereignisses. |
| Scheinkorrelation, Cum hoc ergo propter hoc                                                | Correlation fallacy, Correlation does not imply causation                | Fehlschluss der Scheinkausalität, bei dem das gemeinsame Auftreten von Ereignissen (Koinzidenz) oder die Korrelation zwischen Merkmalen ohne genauere Prüfung als Kausalzusammenhang aufgefasst wird. |
| Selbstüberschätzung, auch Vermessenheitsverzerrung                                         | Overconfidence effect                                                    | Die Überschätzung des eigenen Könnens und eigener Kompetenzen. |
| Selbstwertdienliche Verzerrung und Lake-Wobegon-Effekt                                     | Lake Wobegon effect                                                      | Die Verzerrungen, die der Aufrechterhaltung eines positiven konsistenten Selbstbildes dienen. |
| Self-Reference-Effekt                                                                      | Self reference effect                                                    | Schematisierender Effekt des Selbstkonzepts. |
| Spielerfehlschluss                                                                         | Gambler's Fallacy                                                        | Die Annahme, dass unabhängige Ereignisse abhängig seien, sodass z. B. nach 21× Schwarz beim Roulette fälschlicherweise angenommen wird, dass die Wahrscheinlichkeit von Rot dadurch höher als 50 % sei. |
| Spotlight Effekt                                                                           | Spotlight effect                                                         | Wir haben das Gefühl, dass andere uns mehr Aufmerksamkeit schenken, als sie es tatsächlich tun. |
| Status-quo-Verzerrung                                                                      | Status quo bias                                                          | Die Bevorzugung des Status quo gegenüber Veränderungen. |
| Sympathieeffekt (Antipathieeffekt)                                                         | sympathy effect                                                          | Bestehende Sympathien führen dazu, dass positive Merkmale des Beurteilten verstärkt und negative Eigenschaften weniger gewichtet oder nicht berücksichtigt werden. Das gilt umgekehrt für die Antipathie. |
| Truthahn-Illusion                                                                          | Turkey illusion                                                          | Die Neigung, einen Trend zu extrapolieren, ohne ihn zu hinterfragen. Die Sicherheit wächst permanent mit dem Trend. Daher ist zum Zeitpunkt des Trendbruchs die Sicherheit am größten, ebenso wie der Schock über den Trendbruch. |
| Überlebenden-Verzerrung                                                                    | Survivorship bias                                                        | Verzerrung zugunsten der „Überlebenden“/„Erfolgreichen“, Erfahrungen „erfolgloser“ Individuen werden nicht gleichermaßen berücksichtigt. |
| Unterlassungseffekt                                                                        | Omission bias                                                            | Die Überschätzung der Risiken bei Handlungen im Vergleich zu Nicht-Handlungen. |
| Verfügbarkeitsheuristik, auch Verfügbarkeitsverzerrung                                     | Availability bias, Availability Heuristic                                | Ein systematischer Urteilsfehler, der entsteht, wenn die Bewertung der Wahrscheinlichkeit (bzw. Häufigkeit) eines Ereignisses von den leicht verfügbaren Beispielen in unserem Gedächtnis oder von der Anzahl der verfügbaren Beispiele in unserem Gedächtnis geprägt ist. Beispiele, an die wir uns leicht erinnern, erscheinen wahrscheinlicher. Ein Ereignis erscheint wahrscheinlicher, wenn uns dazu viele Beispiele einfallen. Die Einschätzung der Wahrscheinlichkeiten ist verzerrt.                                                 |
| Verlustaversion                                                                            | Loss aversion                                                            | Die Tendenz, Verluste höher zu gewichten als Gewinne. |
| Versunkene-Kosten-Falle                                                                    | Sunk cost fallacy                                                        | Eine erfolglose Sache, in die bereits Zeit, Geld und Anstrengung investiert wurde, kann man nicht so einfach wieder abbrechen. Umschrieben wird dies in diesem Fall mit irreversiblen Kosten (den „sunk-costs“), die im Zuge eines Projekts oder eines Kaufs bereits entstanden sind und nicht wieder rückgängig gemacht werden können. |
| Verzerrungsblindheit                                                                       | Blind Spot Bias                                                          | Die Tendenz, sich für unbeeinflusst oder verhältnismäßig wenig beeinflusst zu halten (ein Spezialfall der Selbstüberschätzung (Vermessenheitsverzerrung) und der selbstwertdienlichen Verzerrung resp. des Lake-Wobegon-Effekts). |
| Wahrheitseffekt                                                                            | Illusory truth effect                                                    | Die Tendenz, Aussagen, die zuvor bereits gehört oder gelesen wurden, einen größeren Wahrheitsgehalt zuzusprechen als solchen, die erstmals gehört werden. |
| Wahrscheinlichkeitsvernachlässigung                                                        | Neglect of probability                                                   | Wenn die Eintrittswahrscheinlichkeit kleiner Risiken falsch eingeschätzt wird. Kleine Risiken werden entweder komplett ignoriert oder aber stark überschätzt. |